# Лавринов, Валерий Вениаминович
Вале́рий Вениами́нович Лаври́нов (род. 5 октября 1959, Свердловск) — священник Русской православной церкви, церковный историк. Кандидат исторических наук (2010), доктор церковной истории (2025). Автор трудов по истории обновленческого раскола, григорианского раскола, истории церковной жизни на Урале.

## Биография
В 1966 по 1976 годы обучался в средней школе Свердловска, после чего служил в рядах Советской армии. В 1985 году окончил Свердловский горный институт и несколько лет работал в различных производственных должностях.
В 1989 году стал алтарником и иподиаконом Иоанно-Предтеченского кафедрального собора в Свердловске. 15 июля 1990 года архиепископом Свердловским и Курганским Мелхиседеком (Лебедевым) был рукоположён во диакона, а 19 августа 1990 года — во священника. Служил на различных приходах Екатеринбургской епархии, в том числе в Александро-Невском и Иоанно-Предтеченском соборах г. Екатеринбурга, храме Рождества Христова на Уралмаше, Крестовоздвиженском храме Екатеринбургского архиерейского подворья.
В 1992 году начал исследовательскую деятельность по изучению истории Церкви. С 15 июля 1996 года был председателем Епархиального церковно-археологического общества.
16 ноября 1998 года включён в состав епархиальной комиссии по подготовке к празднованию 2000-летия Рождества Христова. 4 апреля 1999 года назначен настоятелем Успенского прихода города Верхней Пышмы. В 2000 году возведён в сан протоиерея. 3 июня 1999 года включён в состав комиссии по тщательному исследованию материалов о новомучениках, пострадавших в Екатеринбургской епархии. С 3 февраля 2002 года — новообразованной дисциплинарной комиссии. В течение непродолжительного времени исполнял послушание настоятеля Вознесенского прихода села Балтым. Будучи настоятелем Успенского прихода, одновременно являлся строителем Александро-Невских храмов в селе Балтым и на Верхнепышминском городском кладбище.
В 2010 году защитил кандидатскую диссертацию «Обновленческий раскол в Русской Православной Церкви в 1920-е-1940-е гг. (на материалах Урала)» по специальности «Отечественная история» на кафедре Уральского государственного университета. С 2011 по 2012 год исполнял обязанности благочинного церквей Верхнепышминского округа. В 2012 году окончил Екатеринбургскую духовную семинарию.
20 января 2019 года без освобождения от занимаемой должности назначен настоятелем и председателем приходского совета прихода в честь иконы Божией Матери «Достойно есть» посёлка Красный города Верхней Пышмы. 1 сентября 2019 года согласно поданному прошению уволен от должности настоятеля прихода в честь Успения Пресвятой Богородицы города Верхней Пышмы освобождён с оставлением в клире упомянутого храма. 14 октября 2019 года назначен штатным клириком Храма-Памятника на Крови во имя Всех святых, в земле Российской просиявших, города Екатеринбурга.
18 июня 2025 года в актовом зале Общецерковной аспирантуры и докторантуры имени святых равноапостольных Кирилла и Мефодия в Общецерковном докторском диссертационном совете Русской Православной Церкви защитил диссертацию «Григорианский раскол в Русской Церкви в условиях тоталитарного режима (1925–1937)» на соискание учёной степени доктор церковной истории.

## Исследовательская и преподавательская деятельность
С 17 ноября 1995 года на непродолжительное время он стал преподавателем Екатеринбургского духовного училища по предмету «История Русской Православной Церкви». Под его руководством студентами училища был написан ряд работ, посвящённых архипастырям, трудившимся на Екатеринбургской кафедре. Оставил преподавание в семинарии в связи с началом написания книги «Екатеринбургская епархия. События. Люди. Храмы». В дальнейшем, уже после того, как Екатеринбургское духовное училище было преобразовано в семинарию, выступал перед её студентами с открытыми лекциями, посвящёнными церковной истории Урала, а также а также дарил семинарской библиотеке раритетные издания и сборники копий архивных документов. Регулярное посещение Государственного архива Свердловской области, в фондах которого были обретены никогда не публиковавшиеся местные церковные документы, а также встречи с потомками репрессированных клириках уральских приходов, позволили собрать материал для книги «Екатеринбургская епархия: События. Люди. Храмы» — первую на тот момент монографию по истории православия на Урале.
Заинтересовавшись изучением истории обновленчества на территории Урала, написал монографию «Очерки истории обновленческого раскола на Урале (1922—1945)», изданную в 2007 году. В дальнейшем продолжил изучения обновленчества, и опираясь на большое количество публикаций документов, монографий, научных статей российских и зарубежных историков, церковных изданий и светской периодической печати, материалов интернета и прежде всего на документы 156 архивов, издал в 2016 году в научной серии «Материалы по истории Церкви» справочник «Обновленческий раскол в портретах его деятелей», содержавший биографий 420 архиереев и других активных деятелей обновленчества. Данное издание примечательно наличием там фотографий (часто уникальных) почти всех активных деятелей обновленчества, а также большого объёмом справочной информации с описанием административного устройства обновленческой Церкви, состава её епархий и викариатств, митрополичьих округов, духовно-учебных заведений, деятельности её высших органов управления, монастырей, храмов Москвы и Петрограда, статистические данные об образовательном и возрастном цензе обновленческих архиереев, количестве их хиротоний, раскольнических епархий, приходов и др. Протоиерей Александр Мазырин отмечал, что книга «весьма полезна, поскольку в церковно-исторической литературе ощущался явный недостаток информации о ведущих деятелях раскола. <…> Едва ли кто-то ещё из современных исследователей в такой мере овладел источниковой базой и фактографией, связанной с обновленческим расколом». Вместе с тем, «самым большим недостатком книги протоиерея В. Лавринова является отсутствие ссылок на источники приводимой информации или хотя бы списков использованных источников для каждого конкретного персонажа. В этом отношении рецензируемая работа является шагом назад по сравнению с каталогом митрополита Мануила, в котором такие списки есть. Протоиерей Валерий ограничился лишь общими перечнями в конце книги использованных им сборников документов, мемуаров, периодических и справочных изданий и архивных дел. Сами по себе эти перечни <…> не позволяют установить, откуда именно почерпнуты те или иные сведения (порой весьма небесспорные). Невозможность верификации составленных автором справок об обновленческих деятелях лишает его труд полноценного научного статуса».
В 2018 году издал книгу о григорианском расколе под названием «Временный Высший Церковный Совет и его роль в истории Русской Православной Церкви (1925—1945)», вышедшую в той же научной серии «Материалы по истории Церкви». Особую значимость публикации придаёт то, что история григорианского раскола, в отличие от истории обновленчества, до этого была слабо исследована, а скудная церковно-историческая литература по этой теме могла дать лишь фрагментарное и далеко не всегда точное представление о деятельности как самого ВВЦС, так и находящихся в его подчинении епископов, клириков и мирян. При написании работы автор использовал как опубликованные материалы, так и документы 122 фондов 90 архивохранилищ (9 федеральный и 81 регионального). Автор стремился преодолеть расхожие и зачастую ошибочные представления и воссоздать картину деятельности ВВЦС во всей её полноте, в строгом соответствии с доступными ему историческими источниками. Книга включает в себя обстоятельное историческое введение, биографии деятелей григорианского движения. Слабая исследованность григорианского раскола побудила автора опубликовать в данной книге также 64 «документа, относящиеся к деятельности Временного Высшего церковного совета» (с. 160—355), многие из которых ранее не публиковались и впервые был введены в научный оборот. Как и в исследовании по обновленческому расколу, во многих случаях биографии дополняются редкими историческими фотографиями. 22 сентября 2021 года решением Комитета по присуждению Макариевской премии в области гуманитарных наук 2021 года протоиерей Валерий Лавринов был удостоен первой премии в номинации «История Православной Церкви» за труд «Временный Высший Церковный Совет и его роль в истории Русской Православной Церкви (1925—1945)» (М., 2018).
В 2022 году была издана его книга «Иоанно-Предтеченский собор Екатеринбурга в прошлом и настоящем», посвящённая истории Иоанно-Предтеченской кладбищенской церкви — единственного действующего храма города в советское время и кафедрального собора Екатеринбургской епархии на протяжении более полувека. Краткий очерк книги повествует о закладке и строительстве церкви, её эволюции, деятельности духовенства, ктиторов и церковной общины. Особое внимание уделяется и тем священнослужителям и мирянам церковного актива, кто пострадал за веру. Книга содержит множество ранее не публиковавшихся материалов.

## Публикации
Статьи
- Юбилей собора… [заметка о истории Иоанно-Предтеченского собора г. Екатеринбурга] // Православная газета. — Екатеринбург, 1995. — № 15 (28). — С. 2.
- Екатеринбургская духовная семинария // Православная газета. — Екатеринбург, 1997. — № 13 (71). — С. 4.
- Список жертв Красного террора в 1918 году (из листовки, выпущенной в 1918 году Правлением Епархиального союза приходских советов) // Православная газета. — Екатеринбург, 1996. — № 1 (35). — С. 14.
- Вехи истории // Православная газета. — Екатеринбург, 1996. — № 2 (36). — С. 15.
- Пастырь [заметка о жизненном пути прот. Д. Ф. Фесвитянинова] // Православная газета. — Екатеринбург, 1996. — № 6 (40). — С. 5.
- Архиепископ Климент [Перестюк] // Православная газета. — Екатеринбург, 1996. № 14 (48). — С. 14.
- К 200-летию со дня освящения Никольского храма с. Быньги // Православная газета. — Екатеринбург, 1996. — № 17 (51). — С. 8.
- Екатеринбургская епархия в 20-30-е годы XX в. // Материалы IX Ежегодной богословской конференции ПСТБИ. — М.: Издательство ПСТБИ, 1999. — С. 327—332.
- Екатеринбургская епархия и её вклад в Великой Отечественной войне 1941—1945 годов // Православная газета. — Екатеринбург, 2005. — № 16 (337). — С. 10-11.
- Неизвестные страницы епархиальной истории // Православная газета. — Екатеринбург, 2005. — № 6 (327). — С. 12.
- Григорианский раскол // Православная энциклопедия. — М., 2006. — Т. XII : Гомельская и Жлобинская епархия — Григорий Пакуриан. — С. 455—459. — 39 000 экз. — ISBN 5-89572-017-X. (в соавторстве с П. В. Каплиным).
- Григорианский раскол // Архивы Урала : Ежегодный научно-популярный журнал / пред. ред. совета А. А. Капустин. — Екатеринбург : Управление архивами Свердловской области, 2006. — № 9-10. — С. 140—146. — 369 с. — 1000 экз. — ISBN не указан.
- Обновленческий раскол в Свердловской епархии в годы Великой Отечественной войны и его ликвидация // Материалы XVIII Ежегодной богословской конференции Православного Свято-Тихоновского гуманитарного университета. — М.: Издательство ПСТГУ, 2008. — Т. 1. — С. 349—352.
- Возникновение и распространение обновленческого движения на Урале в 1920-е гг. // Седьмые Татищевские чтения: тез. докл. и сообщ. — Екатеринбург: ИИиА УрО РАН, УГТУУПИ; Свердловский областной краеведческий музей; Общество уральских краеведов, 2008. — С. 442—450.
- Историография обновленческого движения в Русской Православной Церкви в 1920—1940-е годы // Научная рефлексия. Вестник Челябинского государственного университета. — Челябинск, 2008. — № 24. — С. 151—158.
- Екатеринбургская и Верхотурская епархия // Православная энциклопедия. — М., 2008. — Т. XVIII : Египет древний — Эфес. — С. 130—148. — 39 000 экз. — ISBN 978-5-89572-032-5. (в соавторстве с прот. П. Мангилёвым, Л. К. Масиелем Санчесом, М. Ю. Нечаевой, Э. П. И.).
- Репрессии в отношении Церкви на Урале в 1930-е годы // Вестник Российского университета дружбы народов. Сер.: История России. 2009. — № 3. — С. 54-64.
- Политика Советского государства в отношении обновленческой церкви в годы Великой Отечественной войны (на материалах Урала) // Вестник Пермского университета. Сер.: История и политология. — Пермь, 2009. — № 4. — С. 100—105.
- Становление обновленческой церкви на Урале (1922—1925 гг.) // Государство, общество, Церковь в истории России XX в.: мат-лы Восьмой Международной научной конференции. — Иваново: Издательство Ивановский государственный университет, 2009. — Ч. 2. — С. 107—112.
- Церковная Москва в 1920—1930-е годы // Церковь и время. 2010. — № 2 (51). — С. 222—240 (в соавт. с свящ. Илиёй Соловьевым).
- Ирбитское викариатство // Православная энциклопедия. — М., 2011. — Т. XXVI : Иосиф I Галисиот — Исаак Сирин. — С. 354-355. — 39 000 экз. — ISBN 978-5-89572-048-6.
- Докладная записка обновленческого епископа Николая Винокурова о его поездке по приходам Дальнего Востока летом 1927 года // Церковно-исторический вестник. 2011—2012. — № 18-19. — С. 6-24.
- Судьба григорианского архиерея: митрополит Виссарион (Зорнин) (по материалам архивно-следственного дела) // Труды Саратовской православной духовной семинарии. 2023. — № 4 (23). — С. 164—189.
- «Я никогда в жизни не был подлецом, мерзавцем, предателем кого бы то ни было…»: архиепископ Николай (Львов) (по материалам архивно-следственного дела) // Теологический вестник Смоленской православной духовной семинарии. 2023. — № 4. — С. 54-75.
- «Своей мученической кончиной смыли грехи и заблуждения»: епископы Митрофан и Тихон (Русиновы) (По материалам архивно-следственных дел) // Теологический вестник Смоленской православной духовной семинарии. — Смоленск, 2024. — № 1 (22). — С. 47—57.
- Архиепископ Григорий (Яцковский): его отношение к советской власти и обновленческому расколу (по материалам архивно-следственного дела) // Томский богословский вестник. Теология. Право. Экономика. — 2024. — № 1 (6). — С. 15—28.
- Григорианский митрополит Иоанн (Киструсский): обстоятельства жизни (по материалам архивных дел) // Рязанский богословский вестник. — 2024. — № 1 (29). — С. 100—113.
- Епископы Иринарх (Павлов) и Гермоген (Кузьмин): ставленники григорианского раскола (по материалам архивно-следственных дел) // Вестник Оренбургской духовной семинарии. — 2024. — № 1 (30). — С. 176—192.
- «Нас обвиняют в схизме и отщепенстве…»: Архиепископ Евлогий (Хомик) (по материалам архивных дел) // Ипатьевский вестник. — 2024. — № 4 (28). — С. 110—120. — doi:10.24412/2309-5164-2024-4-110-120.
- «Я хочу умереть в общении с лучшими сынами Церкви Христовой»: епископ Иоасаф (Борисов) (по материалам архивных дел) // Теологический вестник Смоленской православной духовной семинарии. 2024. — № 4. — С. 181—198.
- Архиепископ Иероним (Барицкий) и его следственное дело 1936 года // Вестник Екатеринбургской духовной семинарии. 2024. — № 48. — С. 302—312.

Буклеты и альбомы
- Святыни Екатеринбургской епархии. 1-е изд. — Екатеринбург: Омта, 2000. — 143 с.
- Святыни Екатеринбургской епархии. 2-е изд. — Екатеринбург: Омта, 2001. — 147 с.
- 120 лет Екатеринбургской епархии. История и современность. Буклет. — Екатеринбург: Издательский отдел Екатеринбургской епархии, 2006. — 32 с.
- Верхняя Пышма: вехи православия. Фотоальбом. — Екатеринбург, 2019. — 192 с.

Монографии
- Екатеринбургская епархия: События. Люди. Храмы. — Екатеринбург: Издательство Уральского университета, 2001. — 336 с. — ISBN 5-7525-1071-6.
- Очерки истории обновленческого раскола на Урале (1922—1945). — М.: Издательство Крутицкого подворья; Общество любителей церковной истории, 2007. — 308 с. — (Материалы по истории Церкви; кн. 42). — ISSN 17280168.
- Обновленческий раскол в портретах его деятелей. — М.: Крутицкое Патриаршее подворье: Общество любителей церковной истории, 2016. — 732 с. — (Материалы по истории Церкви; кн. 54). — ISBN 978-5-418-01165-7.
- Временный Высший Церковный Совет и его роль в истории Русской Православной Церкви (1925—1945). — М.: Издательство Общества любителей церковной истории, 2018. — 603 с. — (Материалы по истории Церкви; кн. 59). — ISBN 978-5-6041171-1-8
- Иоанно-Предтеченский собор Екатеринбурга в прошлом и настоящем. — Екатеринбург : ОМТА, 2022. — 286 с.